# سورتاوالا
شهر سورتاوالا (به روسی: Сортавала) در کشور روسیه و در جمهوری کارلیا واقع شده‌است.